# Distretto di Mezőkovácsháza
Il distretto di Mezőkovácsháza (in ungherese Mezőkovácsházai járás) è un distretto dell'Ungheria, situato nella provincia di Békés.